# Grave Dancers Union
Grave Dancers Union è il sesto album in studio del gruppo musicale statunitense Soul Asylum, pubblicato il 6 ottobre 1992. È senza dubbio l'album di maggior successo del gruppo, tanto che il singolo Runaway Train conquistò le classifiche di Billboard e vinse un Grammy come Miglior canzone rock. L'artwork dell'album è del fotografo erotico Jan Saudek.

## Tracce
Testi e musiche di Dave Pirner.
1. Somebody to Shove – 3:15
2. Black Gold – 3:57
3. Runaway Train – 4:26
4. Keep It Up – 3:48
5. Homesick – 3:34
6. Get on Out – 3:30
7. New World – 4:04
8. April Fool – 3:45
9. Without a Trace – 3:33
10. Growing into You – 3:13
11. 99% – 3:59
12. The Sun Maid – 3:51

## Posizione in classifica

### Album
| Anno | Classifica            | Posizione |
| ---- | --------------------- | --------- |
| 1992 | Billboard Heatseekers | 1         |
| 1992 | The Billboard 200     | 11        |

### Singoli
| Anno | Singolo             | Classifica             | Posizione |
| ---- | ------------------- | ---------------------- | --------- |
| 1992 | "Somebody to Shove" | Modern Rock Tracks     | 1         |
| 1993 | "Black Gold"        | Mainstream Rock Tracks | 4         |
| 1993 | "Black Gold"        | Modern Rock Tracks     | 6         |
| 1993 | "Runaway Train"     | Adult Contemporary     | 15        |
| 1993 | "Runaway Train"     | Mainstream Rock Tracks | 3         |
| 1993 | "Runaway Train"     | Modern Rock Tracks     | 13        |
| 1993 | "Runaway Train"     | The Billboard Hot 100  | 5         |
| 1993 | "Runaway Train"     | Top 40 Mainstream      | 2         |
| 1993 | "Somebody to Shove" | Mainstream Rock Tracks | 9         |
| 1993 | "Without a Trace"   | Mainstream Rock Tracks | 6         |
| 1993 | "Without a Trace"   | Modern Rock Tracks     | 27        |

## Riconoscimenti

### Grammy Awards
| Anno | Vincitore       | Categoria             |
| ---- | --------------- | --------------------- |
| 1993 | "Runaway Train" | Migliore canzone rock |